# Asplenium quaylei
Asplenium quaylei är en svartbräkenväxtart som beskrevs av E. Brown. Asplenium quaylei ingår i släktet Asplenium och familjen Aspleniaceae.

## Underarter
Arten delas in i följande underarter:
- A. q. nukuhivense
- A. q. rapense